# Acanthorrhynchium papillatum
Acanthorrhynchium papillatum là một loài Rêu trong họ Sematophyllaceae. Loài này được (Harv.) M. Fleisch. mô tả khoa học đầu tiên năm 1923.